# Assos-Lechaio
Assos-Lechaio a fost un oraș din Corintia, Peloponez, Grecia. Din 2011 face parte din munincipalitatea Corint, ca urmare a reformei Kallikratis. În 2011 avea o populație de 6.993 de persoane.